# Rhinolophus arcuatus
Rhinolophus arcuatus es una especie de murciélago de la familia Rhinolophidae.

## Distribución geográfica
Se encuentra en Indonesia, Malasia, Papua Nueva Guinea y las Filipinas.